# Мохсін Ахмад аль-Айні
Мохсін Ахмад аль-Айні (араб. محسن أحمد العيني‎; 20 жовтня 1932 — 25 серпня 2021) — єменський державний і політичний діяч, п'ять разів обіймав посаду прем'єр-міністра Єменської Арабської Республіки. Також п'ять разів був міністром закордонних справ Північного Ємену (1967, 1969, 1970—1971, 1971—1972, 1974—1975), обіймав посади постійного представника ЄАР в ООН (1962—1965, 1965—1966, 1967—1969 та 1979—1981), посла Північного Ємену у США (1962—1965), в СРСР (1968—1969), у Франції (1971, 1975-1976), у Великій Британії (1973-1974) та у Німеччині (1981).